# Trecastelli
Trecastelli ist eine italienische Gemeinde (comune) mit 7586 Einwohnern (Stand 31. Dezember 2023) in der Provinz Ancona in den Marken. Die Gemeinde entstand zum 1. Januar 2014 durch den Zusammenschluss der bis dahin eigenständigen Gemeinden Castel Colonna, Ripe und Monterado.

## Geografie

Lage von Trecastelli in der Provinz Ancona

Die Gemeinde liegt etwa 33 Kilometer nördlich der Provinzhauptstadt und Regionalhauptstadt Ancona. Sie grenzt unmittelbar an die Provinz Pesaro und Urbino und liegt in der klimatischen Einordnung italienischer Gemeinden in der Zone D, 1 854. Das Rathaus ist in Ripe. Durch das Gemeindegebiet fließt der Fluss Cesano.
Die Nachbargemeinden sind Corinaldo, Mondolfo (PU), Monte Porzio (PU), Ostra, San Costanzo (PU) und Senigallia.

## Söhne und Töchter der Gemeinde
- Enzo Paci (1911–1976), Philosoph, geboren in Monterado.